# 乔乌贝普尔卡兰
乔乌贝普尔卡兰（Choubepur Kalan），是印度北方邦Kanpur Nagar县的一个城镇。总人口8352（2001年）。

## 人口
该地2001年总人口8352人，其中男性4344人，女性4008人；0—6岁人口1341人，其中男669人，女672人；识字率59.66%，其中男性为64.07%，女性为54.89%。